# Body Snatchers
Pour le roman original de Jack Finney dont le film est adapté, voir L'Invasion des profanateurs.
Pour plus de détails, voir Fiche technique et Distribution.
Body Snatchers, l'invasion continue (Body Snatchers) est un film américain réalisé par Abel Ferrara et sorti en 1993. Il s'agit de la troisième adaptation du roman de Jack Finney, après L'Invasion des profanateurs de sépultures (1956) de Don Siegel et L'Invasion des profanateurs (1978) de Philip Kaufman. Comme la version de Philip Kaufman, le film de Ferrara s'éloigne du roman d'origine.

## Synopsis
Agent de l'Environmental Protection Agency, le professeur Steve Malone est envoyé sur une base militaire en Alabama pour tester les effets possibles des actions militaires sur le système écologique environnant. Il est accompagné de Marti (sa fille adolescente issue d'un premier mariage) ainsi que de sa nouvelle épouse Carol et leur fils Andy. Sur la base, Marti fait rapidement la connaissance de Jenn, la fille du commandant des lieux, le général Platt. Ce dernier s'entretient ensuite avec Steve au sujet des produits chimiques. Malgré des réticences, le général lui accorde l'accès libre au site. Steve rencontre notamment le major Matthew Collins, lui-même intéressé par les effets des produits chimiques sur les humains. Le major lui révèle que de nombreuses personnes de la base montrent des symptômes psychiques très étranges et inquiétants.
À la garderie de la base, Andy participe à une activité d'arts plastiques demandée par le l'enseignante. Il est le seul à proposer une peinture différente de ses autres camarades. Très perturbé et effrayé, il décide de s'enfuir mais est rattrapé par Tim, un pilote d'hélicoptère, qui le ramène chez lui. Il fait alors la connaissance de Marti.
Marti sort ensuite dans un bar avec Jenn. Elles y croisent quelques soldats, dont Tim. Marti recroise par ailleurs le policier militaire qui lui avait fait peur dans les toilettes d'une station-service pour venir à la base. Le MP déclare ne pas la connaître. Marti et Tim sortent ensuite marcher un peu. La jeune fille se confie notamment sur la mort de sa mère. Tim lui révèle quant à lui qu'il a déjà tué lors d'une mission au Koweït. Ils finissent par s'embrasser. Dans la nuit, des soldats sortent de l'eau de mystérieux objets semblables à des cocons.
Plus tard dans la soirée, Andy voit ensuite sa mère mourir dans son lit, avant qu'un double parfait d'elle sorte du placard. Andy tente de s'échapper alors que Marti rentre enfin chez elle. Il explique tout cela à sa demi-sœur et tente de la persuader que sa mère est morte et que l'autre n'est qu'une copie. Marti se brouille avec son père au sujet de la soirée et de son retard.
Le lendemain, alors que les rapports avec sa fille sont toujours tendus et qu'Andy reste persuadé que sa mère est morte, Steve continue son enquête sur la base. Alors qu'il examine des produits, il est témoin d'un phénomène étrange sur un homme touché par des produits chimiques. De son côté, Marti se rend chez Jenn. Cette dernière s'inquiète du comportement de sa mère qui ne boit désormais que de l'eau et prétend aller jouer au Bridge, alors qu'il n'y connait rien.
Alors que Marti prend un bain, d'étranges parasites rentrent dans son corps pour la dupliquer. Au même moment, son père est lui en train d'être remplacé, sous les yeux du double de Carol. Mais le processus est interrompu. Steve décide de quitter la base en vitesse et comprend que sa femme a été dupliquée. Celle-ci tente de le convaincre de rester et qu'il oubliera ainsi toutes ses craintes. Alors que Steve fuit avec ses deux enfants, le clone de Carol alerte ses semblables. Ils sont alors aidés par des hommes armés. Tim est lui aussi attaqué par ses collègues qui ont également été dupliqués.
Steve tente de trouver un moyen de s'échapper et demande à Marti et Andy de rester cachés. Cherchant un téléphone dans un bureau, il y retrouve le major Collins, très perturbé. Le général Platt arrive alors dans la pièce et tente de convaincre Collins de se joindre à eux car la race humaine est condamnée et qu'il sera plus heureux ainsi. Platt explique qu'ils font partie d'une espèce extraterrestre ayant parcouru des millions de kilomètres. Caché dans une pièce adjacente, Steve voit alors Collins se suicider. Il retrouve ensuite ses enfants et ils partent à bord d'un véhicule. Marti suspecte rapidement son père d'être une copie. Tim intervient et sauve Marti. Elle lui demande de tirer sur Steve. Son corps ne vide instantanément confirmant son état réel. Marti et Andy s'enfuit en voiture avec Tim. Celui-ci veut ensuite s'échapper grâce à son hélicoptère. Mais Marti et Andy se font appréhender. Tim les suit avec son hélicoptère. Il parvient à s'infiltrer dans la base où les extraterrestres dupliquent les derniers humains de la base. Il tombe sur le corps de Marti qui en phase avancée de copie. Il parvient cependant à la sauver de justesse, alors que son clone commençait à bouger.
Pendant ce temps, le général Platt supervise l'envoi de cocons extraterrestres dans tout le pays. Tim et Marti tentent ensuite de s'échapper en se faisant passer pour des doubles. Ils croient Jenn qui leur dit qu'elle sait où est Andy. Mais ils découvrent rapidement qu'elle a elle aussi été copiée.
Marti retrouve finalement Andy et ils partent tous dans l'hélicoptère de Tim. En plein vol, Andy tente de tuer le pilote. Ils comprennent qu'il a lui aussi été remplacé. Choquée, Marti le jette malgré tout dans le vide. Au sol, le général Platt ordonne de les laisser partir car, de toute façon, personne ne les croira. Ils seront cependant entendus et des bombardements sur les bases militaires seront ensuite menés pour détruire les doubles et les convois de cocons, ou au moins une partie... L'avenir de l'humanité demeure cependant incertain.

## Fiche technique
- Titre français : Body Snatchers, l'invasion continue
- Titre québécois : Les profanateurs, l'invasion continue
- Titre original : Body Snatchers
- Réalisation : Abel Ferrara
- Scénario : Stuart Gordon, Dennis Paoli (en) et Nicholas St. John, d'après le roman L'Invasion des profanateurs de Jack Finney
- Musique : Joe Delia
- Photographie : Bojan Bazelli
- Montage : Anthony Redman
- Production : Robert H. Solo (en)
- Sociétés de production : Dorset Productions, Robert H. Solo Productions & Warner Bros.
- Société de distribution : Warner Bros.
- Pays de production :  États-Unis
- Langue originale : anglais
- Format : Couleur - Dolby SR - 35 mm - 2.35:1
- Genre : horreur, science-fiction, thriller
- Durée : 87 minutes
- Dates de sortie :
  - France : 15 mai 1993 (festival de Cannes, compétition officielle)
  - France : 9 juin 1993
  - États-Unis : 28 juin 1994 (sortie limitée)
- Film interdit aux moins de 12 ans lors de sa sortie en salle en France

## Distribution
- Gabrielle Anwar (VF : Julie Dumas) : Marti Malone
- Terry Kinney (VF : Hervé Bellon) : Pr Steve Malone
- Meg Tilly (VF : Laurence Crouzet) : Carol Malone
- Billy Wirth (VF : Serge Faliu) : Tim Young
- Reilly Murphy (VF : Boris Roatta) : Andy Malone
- Christine Elise (VF : Rafaèle Moutier) : Jenn Platt
- R. Lee Ermey (VF : Pierre Hatet) : le général Platt
- Forest Whitaker (VF : Emmanuel Jacomy) : le major Matthew Collins
- Kathleen Doyle : Mme Platt

## Accueil
Le film reçoit un accueil favorable de la critique. Il obtient un score moyen de 65 % sur Metacritic.

## Distinctions
Le film a été présenté en sélection officielle en compétition au festival de Cannes 1993.